# Marieke Guehrer

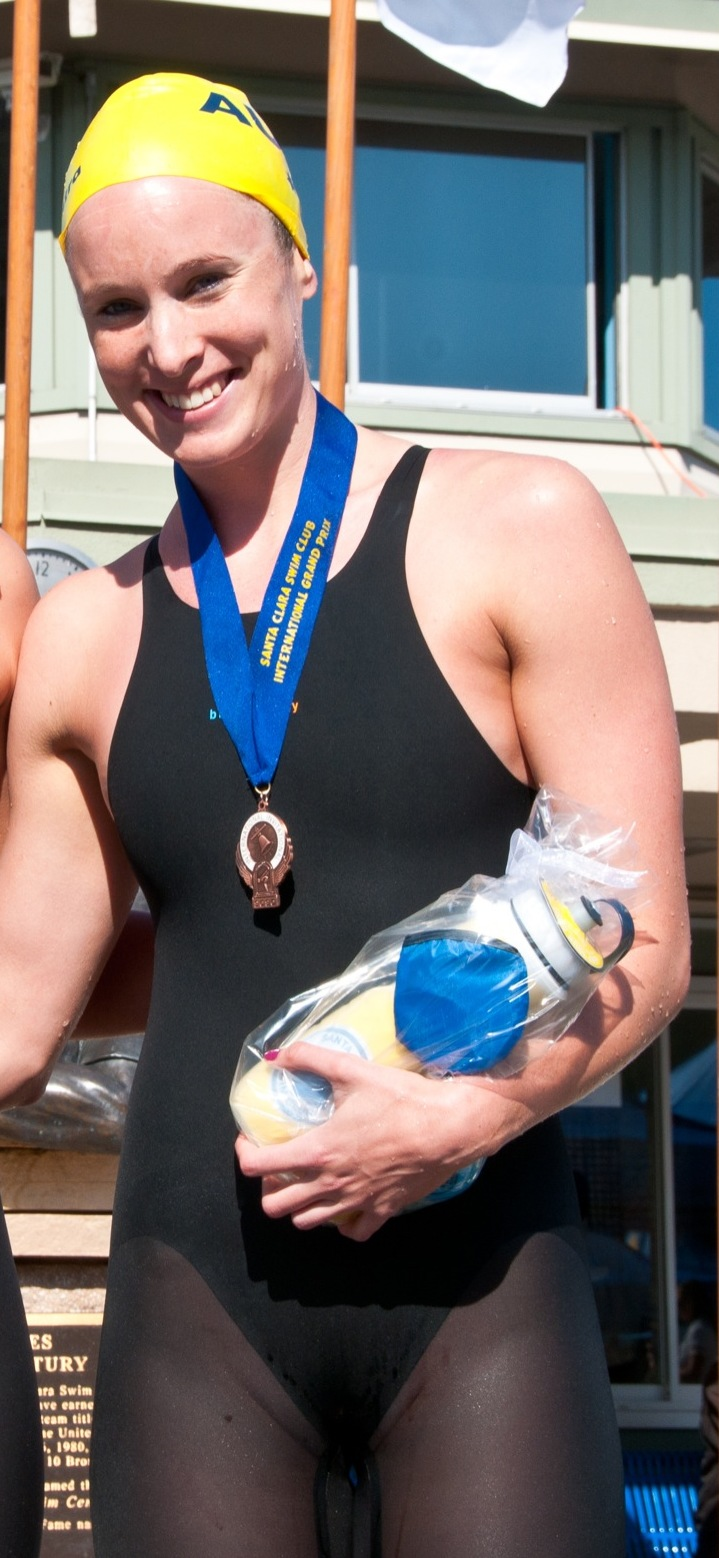
Marieke Guehrer bei einer Siegerehrung in Santa Clara 2010

Marieke Katherine Guehrer, nach Heirat Marieke Katherine D’Cruz (* 9. Februar 1986 in Adelaide), ist eine ehemalige australische Schwimmerin. Sie erschwamm bei Weltmeisterschaften je eine Gold- und Bronzemedaille auf der 50-Meter-Bahn sowie zweimal Silber und einmal Bronze auf der 25-Meter-Bahn. Bei Commonwealth Games gewann sie je einmal Gold und Silber.

## Sportliche Karriere
Marieke Guehrer schwamm für den Commercial Swim Club in Brisbane. 2001 debütierte sie im Weltcup, nahm aber bis 2003 nur in Australien am Weltcup teil. Bei den Olympischen Spielen 2004 in Athen schied sie über 100 Meter Rücken als 20. der Vorläufe aus. Von 2005 bis 2007 startete Guehrer wieder nur in Australien im Weltcup. 2008 stellte sie in Berlin mit 24,99 Sekunden einen neuen Kurzbahnweltrekord über 50 Meter Schmetterling auf.
Bei den Weltmeisterschaften 2009 in Rom schwamm die 4-mal-100-Meter-Freistilstaffel mit Meagen Nay, Shayne Reese, Marieke Guehrer und Sally Foster die drittschnellste Vorlaufzeit. Im Finale siegten die Niederländerinnen vor den Deutschen sowie Lisbeth Trickett, Marieke Guehrer, Shayne Reese und Felicity Galvez, wobei der Abstand der Australierinnen zu den beiden anderen Staffeln über eine Sekunde betrug. Nay und Foster erhielten für ihren Vorlaufeinsatz ebenfalls Bronze. Über 100 Meter Freistil schied Guehrer im Halbfinale aus. Über 50 Meter Schmetterling erreichte Guehrer das Finale als Fünftschnellste der Halbfinalläufe. Im Endlauf gewann sie mit neun Hundertstelsekunden Vorsprung vor der Chinesin Zhou Yafei, der Norwegerin Ingvild Snildal und der Schwedin Therese Alshammar, die jeweils nur eine Hundertstelsekunde trennte. Im November 2009 stellte Guehrer in Moskau mit 26,17 Sekunden einen neuen Weltrekord über 50 Meter Rücken auf, der allerdings schon nach vier Tagen von der Chinesin Zhao Jing unterboten wurde.
Im August 2010 bei den Pan Pacific Championships siegte Guehrer über 50 Meter Schmetterling und wurde Fünfte über 50 Meter Rücken. Zwei Monate später bei den Commonwealth Games in Delhi siegte die Engländerin Francesca Halsall über 50 Meter Schmetterling mit 0,03 Sekunden Vorsprung vor Guehrer, die ihrerseits 0,02 Sekunden vor ihrer Landsfrau Emily Seebohm lag. Über 50 Meter Rücken wurde Guehrer Fünfte. Die 4-mal-100-Meter-Freistilstaffel siegte mit Alicia Coutts, Marieke Guehrer, Felicity Galvez und Emily Seebohm. Im Dezember fanden die Kurzbahnweltmeisterschaften in Dubai statt. Guehrer wurde Achte über 50 Meter Schmetterling und Sechste über 100 Meter Freistil. Die 4-mal-100-Meter-Lagenstaffel mit Rachel Goh, Leisel Jones, Felicity Galvez und Marieke Guehrer belegte den dritten Platz hinter den Teams aus der Volksrepublik China und aus den Vereinigten Staaten. Die 4-mal-100-Meter-Freistilstaffel mit Emma McKeon, Felicity Galvez, Kotuku Ngawati und Marieke Guehrer wurde Vierte mit einer Sekunde Rückstand auf die Medaillenränge.
2011 bei den Weltmeisterschaften in Shanghai schlug die australische 4-mal-100-Meter-Freistilstaffel mit Bronte Barratt, Marieke Guehrer, Merindah Dingjan und Alicia Coutts als Fünfte an. Über 50 Meter Schmetterling wurde Guehrer Achte. Zwei Wochen später trat Guehrer bei der Universiade in Shenzhen an. Guehrer gewann Gold mit der 4-mal-100-Meter-Freistilstaffel und wurde Zweite über 50 Meter Schmetterling.
Ende 2012 bei den Kurzbahnweltmeisterschaften in Istanbul schwamm Guehrer über 100 Meter Freistil die schnellste Vorlaufzeit, schied aber im Halbfinale als Neuntbeste aus, wobei ihr 0,08 Sekunden für den Finaleinzug fehlten. In der 4-mal-100-Meter-Lagenstaffel schwammen im Vorlauf Grace Loh, Samantha Marshall, Brianna Throssell und Sally Foster und konnten sich als achtbeste Staffel gerade noch für den Endlauf qualifizieren. Im Finale waren Rachel Goh, Sarah Katsoulis, Marieke Guehrer und Angie Bainbridge sechseinhalb Sekunden schneller und wurden Zweite hinter den Däninnen. In der 4-mal-100-Meter-Freistilstaffel schwammen Angie Bainbridge, Marieke Guehrer, Brianna Throssell und Sally Foster sowohl im Vorlauf als auch im Endlauf und waren jeweils Zweite hinter der Staffel aus den Vereinigten Staaten und vor den Däninnen. Zum Abschluss der Wettkämpfe wurde Guehrer Fünfte über 50 Meter Freistil. Guehrer blieb noch bis 2016 aktiv, schwamm aber nach 2013 fast nur noch bei Wettkämpfen in Australien.